# Air Canada Jazz
Air Canada Jazz és una aerolínia regional canadenca amb base al municipi de Halifax, a l'Aeroport Internacional de Halifax Stanfield a Enfield, Nova Escòcia. Té hubs a l'Aeroport Internacional Toronto Pearson, l'Aeroport Internacional de Vancouver, l'Aeroport Internacional Pierre Elliott Trudeau a Mont-real, i l'Aeroport Internacional de Calgary.